# Poecilotheria uniformis
Poecilotheria uniformis är en spindelart som beskrevs av Embrik Strand 1913. Poecilotheria uniformis ingår i släktet Poecilotheria och familjen fågelspindlar.
Artens utbredningsområde är Sri Lanka. Inga underarter finns listade i Catalogue of Life.